# National Mall

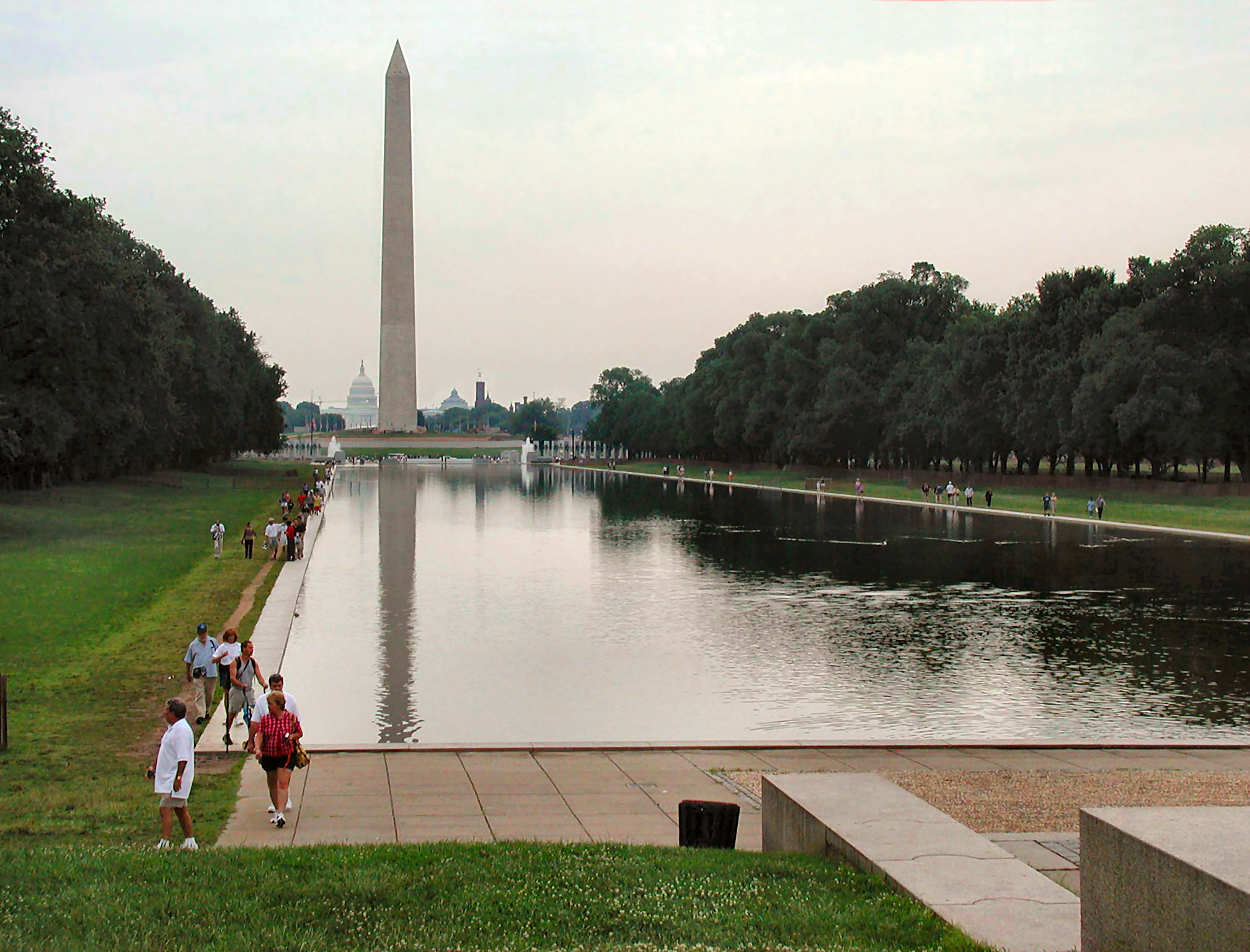
Veduta del National Mall dal Lincoln Memorial. Sullo sfondo l'obelisco del Washington Monument, in distanza si intravede la cupola del Campidoglio

Il National Mall (pronuncia in inglese: [ˈnæʃənl mɔːl]) è un ampio viale monumentale situato a Washington. Si estende per circa 3 chilometri in direzione est-ovest dal Campidoglio al Lincoln Memorial. È fiancheggiato a nord dalla Constitution Avenue e a sud dalla Independence Avenue.
Fa parte del "National Mall & Memorial Parks", un parco amministrato dal National Park Service, un ente governativo che gestisce tutti i Parchi nazionali degli Stati Uniti. Al suo interno, circa 1800 metri a ovest del Campidoglio, svetta il Washington Monument, un obelisco rivestito di granito alto oltre 169 metri. Poco a nord del Washington Monument si trova la Casa Bianca.
L'idea di realizzare un viale monumentale nel cuore di Washington spetta all'architetto francese Pierre Charles L'Enfant, che ne delineò un progetto nel 1791. Tuttavia la sua effettiva esecuzione risale all'inizio del XX secolo da parte della Commissione McMillan, che tra l'altro fece spostare la stazione ferroviaria principale della città, la Union Station, da un'area lungo l'attuale viale ad una nuova posizione lungo la Massachusetts Avenue.

## Dimensioni
- Lunghezza totale dalla gradinata del Campidoglio al Lincoln Memorial: 3 km (1,9 miglia)
- Lunghezza dalla gradinata del Campidoglio al Washington Monument: 1,8 km (1,1 miglia)
- Larghezza del tratto tra la gradinata del Campidoglio e il Washington Monument: 130 metri
- Area del parco dalla statua di Ulysses Grant al Lincoln Memorial: 125 ettari (309,2 acri)

La posizione del viale al centro di Washington e la grande disponibilità di spazio ne hanno fatto una sede privilegiata per riunioni, proteste politiche e celebrazioni di tutti i tipi. Un esempio è la marcia su Washington del 1963 denominata March for Jobs and Freedom, organizzata dagli afro-americani, durante la quale Martin Luther King pronunciò il famoso discorso "I have a dream". La più grande concentrazione di manifestanti si ebbe forse il 15 ottobre 1969 con una marcia contro la guerra del Vietnam. Il 7 ottobre 1979 papa Giovanni Paolo II celebrò una messa nel National Mall durante uno dei suoi numerosi viaggi apostolici. Il 27 gennaio 2007 una grandissima folla di manifestanti si è riunita nel National Mall per protestare contro la guerra in Iraq. Il National Mall è anche il luogo dove si svolgono il 4 luglio i tradizionali fuochi d'artificio dell'Independence Day.

## Insediamenti presidenziali
Durante le cerimonie di insediamento dei nuovi Presidenti degli Stati Uniti la persone sprovviste di biglietti ufficiali si riuniscono nel National Mall. In precedenza solo il tratto compreso tra la 7ª e la 14ma strada era destinato a manifestazioni per la parata inaugurale. Il 4 dicembre 2008 il Comitato di insediamento presidenziale ha annunciato che in occasione dell'insediamento del 2009 l'intera lunghezza del National Mall sarebbe stata accessibile al pubblico per permettere al maggior numero di persone di assistere al giuramento. Durante le celebrazioni per insediamento di Barack Obama del 20 gennaio 2009 si stima che si siano raccolte nel National Mall da 1,5 a 2 milioni di persone, un record assoluto. Altre affluenze notevoli si sono avute per il giuramento di Lyndon Johnson nel gennaio 1965, stimato in circa 1,2 milioni, e di Bill Clinton nel gennaio 1997, circa 800.000 persone.

## Punti di attrazione ed edifici principali
1.  Washington Monument
2.  National Museum of American History
3.  National Museum of Natural History
4.  National Gallery of Art Sculpture Garden
5.  West Building of the National Gallery of Art
6.  East Building of the National Gallery of Art
7.  Campidoglio
8.  Ulysses S. Grant Memorial
9.  United States Botanic Garden
10.  National Museum of the American Indian

11.  National Air and Space Museum

12.  Hirshhorn Museum and Sculpture Garden

13.  Arts and Industries Building

14.  Smithsonian Institute

15.  Freer Gallery of Art

16.  Arthur M. Sackler Gallery

17.  National Museum of African Art
Altri edifici e punti di interesse sono il Vietnam Veterans Memorial, situato nelle vicinanze del Lincoln Memorial, il National World War II Memorial, la Reflecting Pool (una vasca lunga 618 metri e larga 51, situata tra il monumento a Washington e il Lincoln Memorial), il Martin Luther King, Jr. National Memorial (inaugurato nel 2009) e il National Museum of African American History and Culture.
Nelle immediate vicinanze del National Mall si trovano la Casa Bianca, la Library of Congress, il Jefferson Memorial e il Franklin Delano Roosevelt Memorial.

## Galleria d'immagini

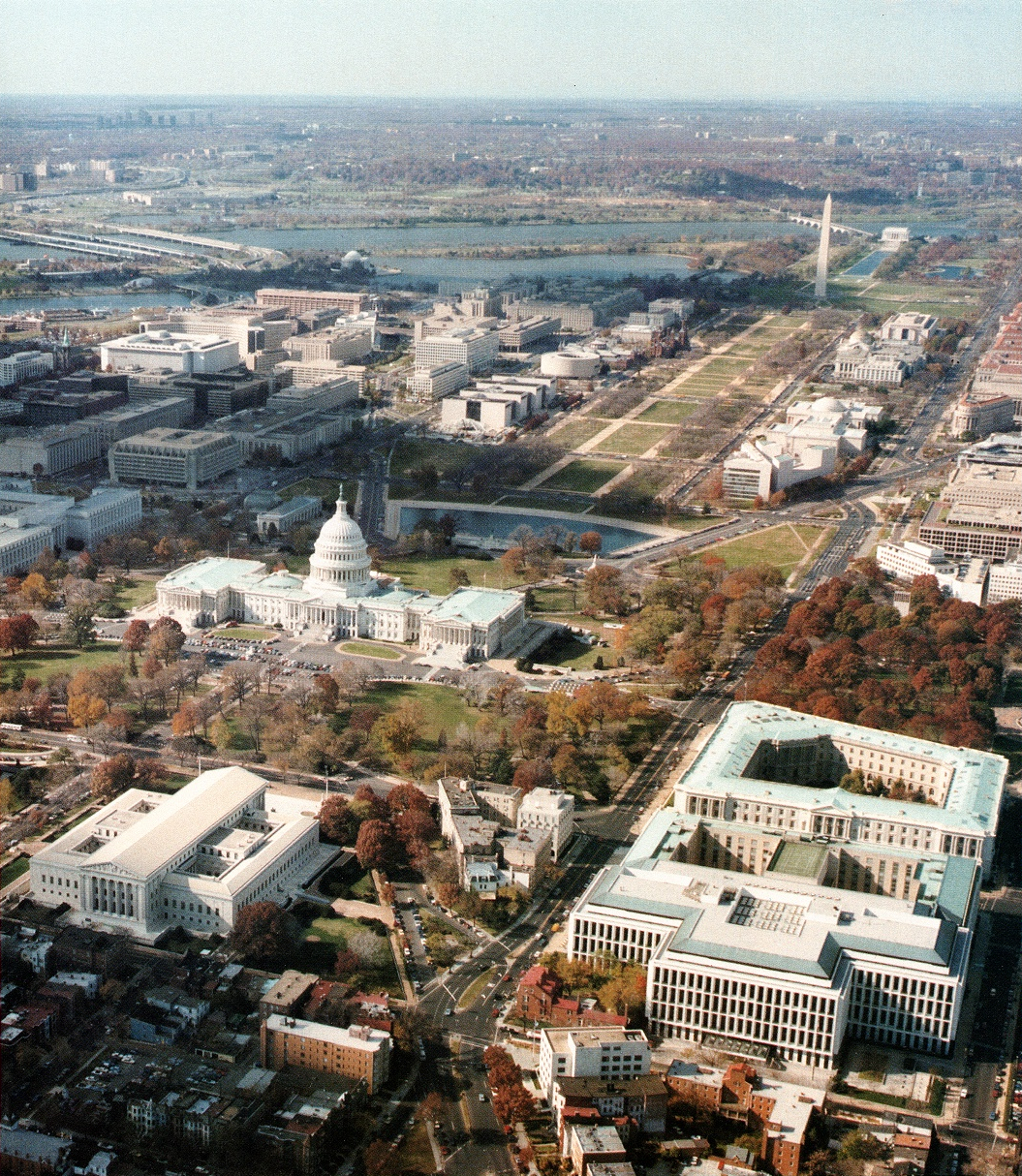
Vista aerea del National Mall verso ovest
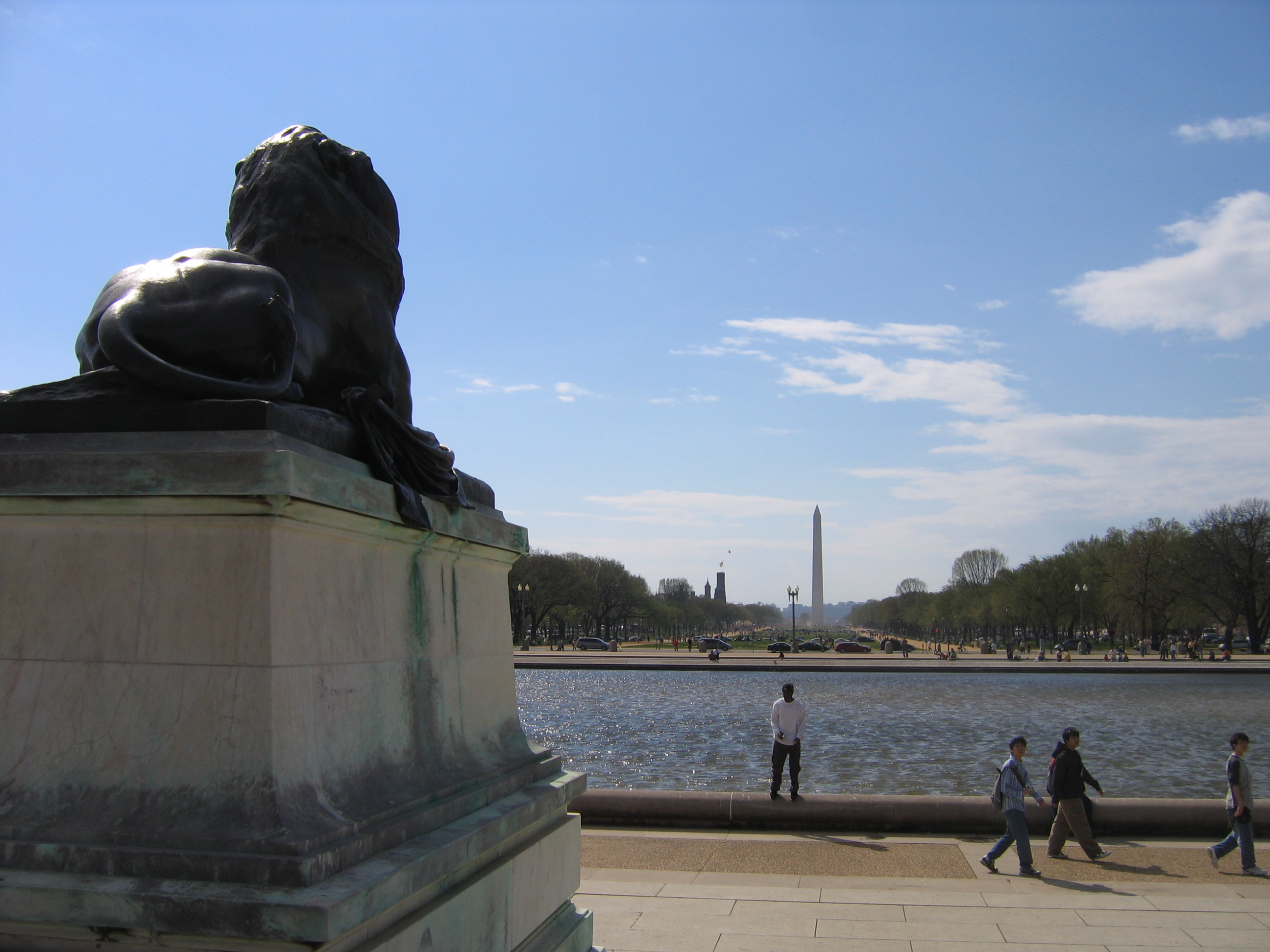
Vista del National Mall dal Grant Memorial
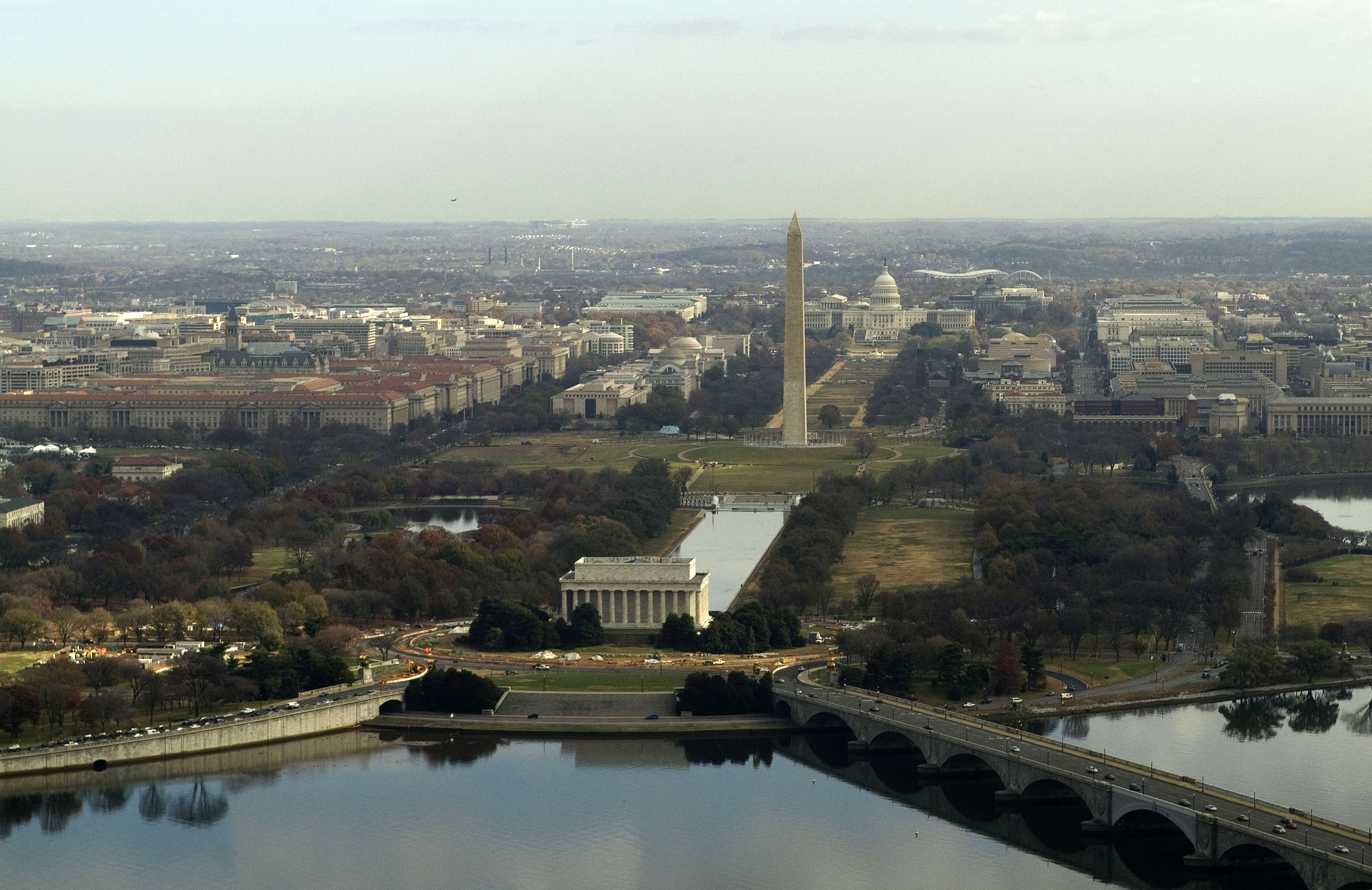
Vista aerea del National Mall dal fiume Potomac
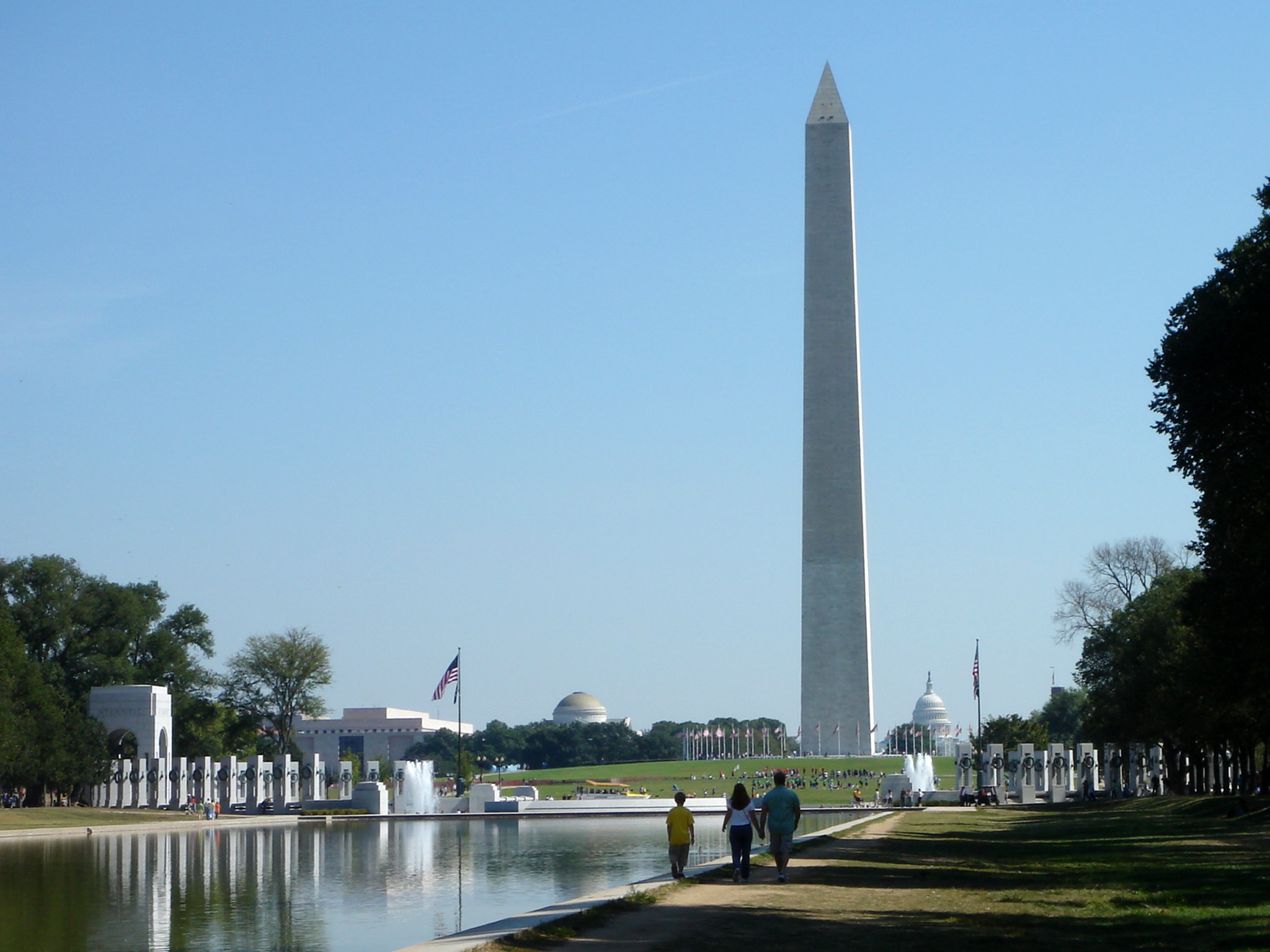
Il Monumento a Washington visto dalla Reflecting Pool